# 大阪市立大領小学校
大阪市立大領小学校（おおさかしりつ だいりょう しょうがっこう）は、大阪府大阪市住吉区にある公立小学校。
大阪市立住吉小学校の分校として1955年に開設され、その後1960年に独立校となった。学校の運動場は、かつて農業用の灌漑池だったところを埋め立てて造成している。その後、従来の大阪市立長居小学校の校区の一部を当校校区に編入している。

## 沿革
- 1955年9月 - 大阪市立住吉小学校の分校として、現在地に設置。
- 1960年4月1日 - 大阪市立大領小学校として独立開校。
- 1960年5月25日 - 開校式を実施。この日を創立記念日とする。
- 1961年5月29日 - 校地を拡張。
- 1964年 - 校区変更（第一次）。長居小学校区から、西長居町の一部を校区に編入。
- 1965年 - 校区変更（第二次）。長居小学校区から、西長居町の一部を校区に編入。
- 1969年 - 校区変更（第三次）。長居小学校区から、長居町西1丁目・長居町中1丁目（現在の長居1丁目の一部）を校区に編入。
- 1970年 - 校区変更（第四次）。長居小学校区から、長居町西2丁目、長居町東1丁目（現在の長居1-2丁目の一部）を校区に編入。

## 通学区域
- 大阪市住吉区 大領（5丁目の一部を除く）、長居1丁目、長居西1丁目、万代東。

卒業生は大阪市立大領中学校に進学する。

## 出身者
- 前山田健一（ヒャダイン） - 音楽プロデューサー[1]

## 交通
- 地下鉄御堂筋線 長居駅 北西へ約1.1km。
- JR阪和線 長居駅 北西へ約1km。
- 南海高野線 住吉東駅 北西へ約1.3km。
- 阪堺電気軌道上町線 帝塚山四丁目停留場 東へ約1km。
- 大阪シティバス 住吉車庫前バス停　北東へ約600m。